# Mazama americana
La corzuela colorada, guazuncho, guazú-pytá, guazo o matacán (Mazama americana) es una especie de mamífero artiodáctilo de la familia Cervidae que habita en varios países de América del Sur.

## Distribución
América del Sur desde el norte de Argentina, Bolivia, Brasil, Colombia, Ecuador, Guyana francesa, Guyana, Paraguay, Perú, Surinam y Venezuela.

## Características
La corzuela colorada alcanza una altura aproximada de 65 a 75 a la cruz, y hasta 140 cm de longitud. El adulto pesa entre 20 a 30 kg. El lomo tiene un aspecto ligeramente encorvado y el anca es visiblemente alta en comparación con los hombros. En ambos sexos el color es pardorojizo a pardogrisáceo y posee una coloración más clara en la parte inferior de la mandíbula, pecho, vientre y zona perineal. En las crías la coloración es semejante a la de los adultos, pero con manchitas blancas. A partir del año de vida los machos desarrollan un par de astas simples, cortos, rectos y dirigidos hacia atrás.

## Alimentación
Son verdaderos rumiantes, se alimenta de frutos, hongos, brotes y ramas tiernas de arbustos y árboles (ramoneo) y flores caídas: el ramoneo es usado mayormente cuando los frutos escasean en la estación seca.

## Subespecies
- Mazama americana americana
- Mazama americana carrikeri
- Mazama americana gualea
- Mazama americana jucunda
- Mazama americana rosii
- Mazama americana rufa
- Mazama americana sarae
- Mazama americana sheila
- Mazama americana trinitatis
- Mazama americana whitelyi
- Mazama americana zamora
- Mazama americana zetta

## Estatus
En el Apéndice III de CITES (Guyana). Ampliamente distribuida y a menudo común. Muy cazada por su falos que son usados en la medicina,pero parece persistir donde otras especies de mamíferos grandes han sido exterminadas 